# Herkules i Amazonki
Herkules i Amazonki (ang. Hercules and the Amazon Women) – amerykańsko-nowozelandzki telewizyjny film przygodowy z 1994 roku.
Film ten zapoczątkował cykl telewizyjnych filmów przygodowych swobodnie nawiązujących do postaci Herkulesa (Heraklesa) z mitologii greckiej, w których główną rolę grał Kevin Sorbo. Filmy te dały z kolei początek serialowi Herkules (The Legendary Journeys, 1995-99).

## Fabuła
Słynny bohater Herkules, po powrocie z długiej wędrówki zostaje zaproszony na wesele swego przyjaciela Iolausa. W przededniu wesela przychodzi delegacja z odległej wioski. Delegaci proszą Herkulesa by obronił ich wioskę przed najazdem tajemniczego wroga. Herkules wyrusza na ratunek, a przyjaciel Iolaus postanawia mu towarzyszyć. Na miejscu okazuje się, że wrogiem który zagraża wiosce jest plemię wojowniczych kobiet, które nienawidzą mężczyzn.

## Obsada
- Kevin Sorbo (Herkules)
- Anthony Quinn (Zeus)
- Roma Downey (Hippolyta)
- Michael Hurst (Iolaus)
- Lloyd Scott (Pithus)
- Lucy Lawless (Lysia)
- Christopher Brougham (Lethan)
- Lee de Tim (Ilus)
- Kim Michalis (Alcmene)
- Jill Sayre (Ania)
- Murray Keane (Tiber)
- Andrew Thurtell (Kurlon)
- Mick Rosa (Hector)
- Alfaiate de David (Franco)
- Nina Sosanya (Chilla)
- Margaret-Mary Hollins (Megara)
- Kristin Darragh (Lucina)
- Tamara Waugh (Lucina)
- Fiona Mogridge (Illa)
- Jeff Boyd (Echetus)
- Simone Kessell (Jana)